# Schizothyrium pomi
Schizothyrium pomi (Mont. & Fr.) Arx – gatunek grzybów z klasy Dothideomycetes. Wywołuje kropkowaną plamistość jabłek.

## Systematyka i nazewnictwo
Pozycja w klasyfikacji według Index Fungorum: Schizothyrium, Schizothyriaceae, Incertae sedis, Incertae sedis, Dothideomycetes, Pezizomycotina, Ascomycota, Fungi.
Po raz pierwszy takson ten zdiagnozowali w roku 1834 Jean Pierre François Camille Montagne i Elias Fries, nadając mu nazwę Labrella pomi. Obecną, uznaną przez Index Fungorum nazwę nadał mu w roku 1959 Josef Adolph von Arx.
Synonimy:

- Botryodiplodia pomi (Mont. & Fr.) Cif. 1946
- Gyrothyrium westerdijkiae Arx 1950
- Labrella pomi Mont. & Fr. 1834
- Leptothyrium pomi (Mont. & Fr.) Sacc. 1880
- Leptothyrium pomi A. Selby 1920
- Microsticta pomi (Mont. & Fr.) Desm. 1849
- Microthyriella paludosa C. Booth 1958
- Microthyriella rubi Petr 1923
- Schizothyrina rubi (Petr.) Bat. & I.H. Lima 1959
- Zygophiala jamaicensis E.W. Mason, in Martyn 1945

## Morfologia
Grzyb mikroskopijny. Teleomorfa na powierzchni jabłek tworzy czarne, błyszczące plamki o średnicy 0,15–0,375 mm i grubości 0,03–0,05 mm. Tworzą one skupiska, czasami przypadkowo rozrzucone, częściej jednak tworzące regularne kręgi. Są to owocniki grzyba. Zewnętrzna ich warstwa składa się z 2-4 warstw splątanych grubościennych, brązowych strzępek, złożonych z komórek pseudoparenchymy o szerokości 4–8 μm. Hamatecjum bezbarwne, zbudowane z rozgałęzionych i septowanych komórek podobnych do włókien. Mają szerokość 3–5  μm. Worki bitunikowe, 8-zarodnikowe, jajowate lub elipsoidalne do niemal kulistych. Mają rozmiar 20–45 × 8–16 μm i powstają w pojedynczej warstwie hamatecjum. Askospory Owocniki mają ostiolę na szczycie, ale po osiągnięciu dojrzałości pęka także ich boczna ściana w górnej części. Askospory bezbarwne, grubościenne z gutulami i jedną przegrodą, przy której są zwężone. Mają wrzecionowato-elipsodialny kształt i najszersze są ostro zakończonej części wierzchołkowej. Część dolna askospor jest zaokrąglona. Rozmiary: (10)12–13(14) × (3)3,5–4(5) μm. Na pożywce MEA askospory kiełkują po 24 godz. Podczas kiełkowania stają się brązowe i otoczone śluzowatą osłonką. Kiełkując wypuszczają po 2–3 strzępki kiełkowe z obydwu końców. 
Kultury Schizothyrium pomi są homotaliczne.
Anamorfa tworzy na powierzchni jabłek wyprostowane, bezbarwne i rozproszone strzępki o szerokości 3–4 μm. Mają 3–4 przegrody i na przekroju poprzecznym są mniej więcej cylindryczne. Zazwyczaj są powyginane, rzadko proste, wyrastają z nich gładkie, ciemnobrązowe konidiofory  o długości 25–35 μm (od podstawowej przegrody po fialidę) i szerokości 7–8  μm i szerokość 6–7 μm. Wierzchołkowa komórka ma długość 6–7 μm i taką samą szerokość. Na każdej z takich komórek wierzchołkowych komórek powstają dwie, rzadziej trzy komórki konidiotwórcze. Mają kształt od elipsoidalnego do niemal cylindrycznego, są brązowe, drobno brodawkowane. Mają długość 8–12 μm i szerokość 6–7 μm. Po oderwaniu się konidiów zostają na szczycie dobrze widoczne ciemne blizny o szerokości 2 μm. Konidia oddzielają się pojedynczo. Mają kształt od jajowatego do wrzecionowatego, są grubościenne, gładkie, posiadają 1-7 poprzecznych przegród, w miejscu których są wyraźnie zwężone. Mają rozmiar (20)22–25(30) × 5–7(8) μm.

## Tryb życia
Epibiont rozwijający się na powierzchni kutykuli owoców. Nie przenika przez kutykulę. Schizothyrium pomi rozwijający się na powierzchni jabłek wykorzystuje cukry, głównie glukozę i fruktozę. Wydobywają się one z jabłek i rozpuszczają w wodzie na powierzchni jabłek. Mechanizm ich przedostawania nie jest dokładnie zbadany, prawdopodobnie odbywa się to przez dyfuzję. Źródłem niezbędnego dla grzyba azotu są znajdujące się na powierzchni skórki jabłek wolne aminokwasy.